# Fernando del Paso
Œuvres principales
Palinure de Mexico
Fernando del Paso, né le 1er avril 1935 à Mexico et mort le 14 novembre 2018 à Guadalajara (Mexique), est un écrivain et poète mexicain.
Il reçoit le prix Cervantes en 2015.

## Biographie
Fernando del Paso fait des études en économie pendant deux ans à l'université nationale autonome du Mexique. Il vit à Londres pendant 14 ans, où il travaille pour la BBC, puis en France, où il occupe un poste à Radio France Internationale avant de devenir brièvement consul général du Mexique.
Il reçoit le prix international Alfonso-Reyes en 2013 et le prix Cervantes en 2015.

## Œuvre

### Essais
- El coloquio de invierno, en collaboration avec Carlos Fuentes et Gabriel García Márquez (1992)
- Memoria y olvido, vida de Juan José Arreola (1994).

### Romans
- José Trigo (1966)
- Palinuro de México (1977) - Prix du Meilleur livre étranger Publié en français sous le titre Palinure de Mexico, Paris, Fayard, 1985  (ISBN 2-213-01404-3) ; réédition, Paris, Seuil, Points. Roman no 426, 1991
- Noticias del imperio (1987) de Ferando del Paso Publié en français sous le titre Des nouvelles de l'Empire, traduit par Claude Fell, Paris, Fayard, 1990  (ISBN 2-213-02521-5) . L'auteur écrit, dans cet ouvrage, que Napoléon III est "une sorte de socialiste saint-simonien préoccupé de la pauvreté et de l'injustice, un homme qui parle français avec un accent allemand, qui est suisse par éducation ou anglais  par le bon ton, qui se considère comme un Corse d'origine et un Français de droit par tradition familiale"
- Linda 67. Historia de un crimen (1995) Publié en français sous le titre Linda 67 : histoire d'un crime, traduit par Claude Fell, Paris, Fayard, 1998  (ISBN 2-213-60164-X).

### Poésie
- Sonetos de lo diario (1958)
- De la A a la Z (1988)
- Paleta de diez colores (1990)
- Sonetos del amor y de lo diario (1997)
- Castillos en el aire (2002)
- PoeMar (2004).

### Théâtre
- La loca de Miramar (1988)
- Palinuro en la escalera (1992)
- La muerte se va a Granada (1998).

### Conte
- Cuentos dispersos (1999).

### Autres
- Douceur et passion de la cuisine mexicaine ; traduit par Michel Duport, Paris, éd. de l'Aube ; 1991  (ISBN 2-87678-084-4)
- Trece técnicas mixtas (1996)
- 2000 caras de cara al 2000 (2000).